# Мала Галина Марківна
Галина Марківна Мала (14 червня 1928, тепер Вінницької області — ?) — українська радянська діячка, доярка, завідувач молочнотоварної ферми колгоспу імені XX з'їзду КПРС Джулинського (Бершадського) району Вінницької області. Депутат Верховної Ради СРСР 5-го скликання.

## Життєпис
Народилася 14 червня 1928 року в селянській родині на Вінниччині. Освіта неповна середня.
У 1944—1954 роках — колгоспниця, у 1954—1959 роках — доярка колгоспу імені XX з'їзду КПРС села Дяківки Джулинського району Вінницької області.
З 1959 року — завідувач молочнотоварної ферми колгоспу імені XX з'їзду КПРС села Дяківки Джулинського (тепер — Бершадського) району Вінницької області.
Член КПРС.
Потім — на пенсії в селі Дяківка Бершадського району Вінницької області.

## Нагороди
- орден Леніна (26.02.1958)
- медалі